# Cremnosterna alternans
Cremnosterna alternans là một loài bọ cánh cứng trong họ Cerambycidae.